# Henrique, Duque de Cumberland e Strathearn
Henrique, Duque de Cumberland e Strathearn (Henry Frederick), (7 de novembro de 1745 - 18 de setembro de 1790) foi o sexto filho do príncipe Frederico de Gales e da duquesa Augusta de Saxe-Gota, e um irmão mais novo do rei Jorge III do Reino Unido. O seu casamento com uma plebeia, realizado sem o conhecimento do rei, levou à criação do Decreto de Casamentos Reais de 1772.

## Primeiros anos

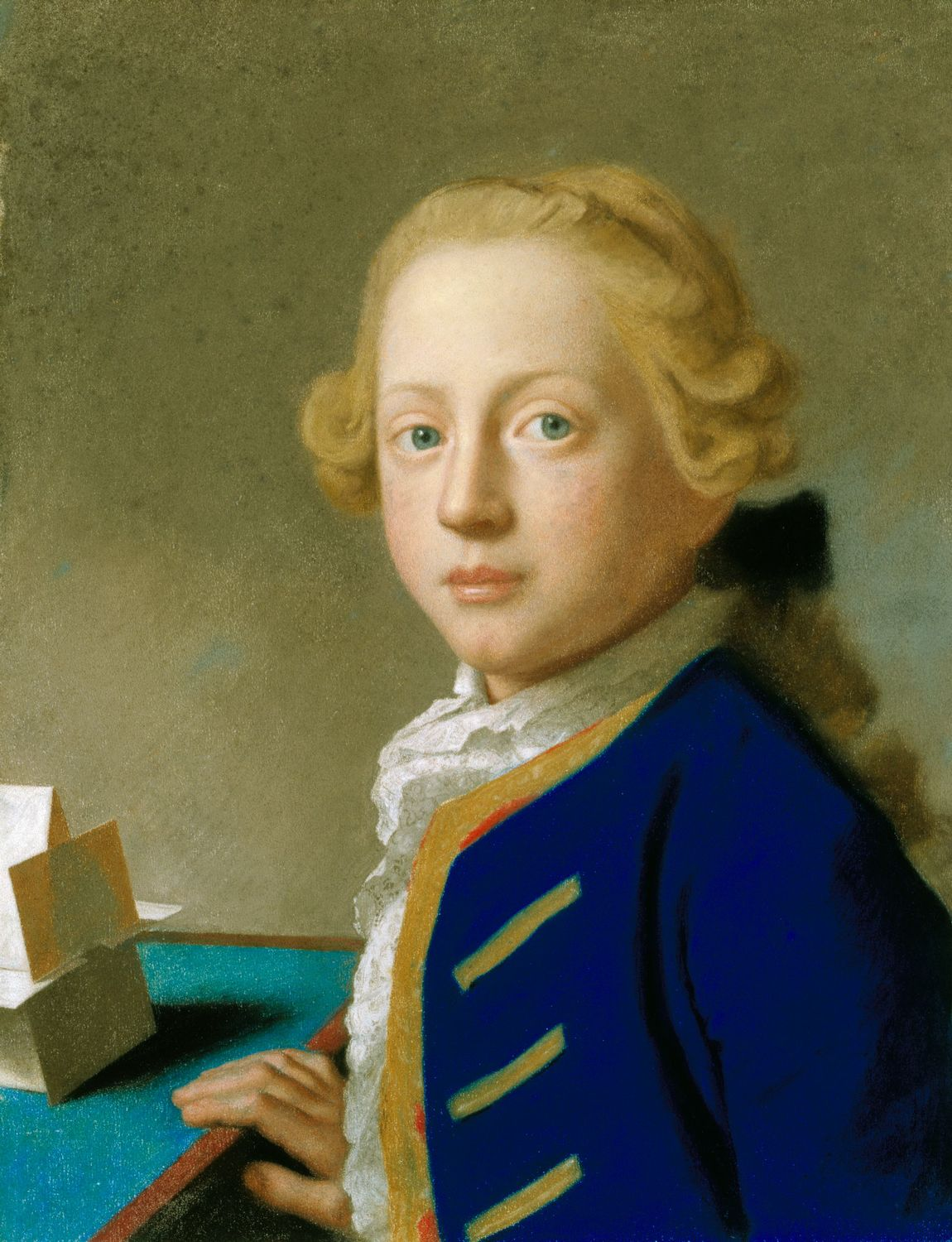
Henrique Frederico, Duque de Cumberland, por Jean-Étienne Liotard, na Royal Collection

O príncipe Henrique nasceu a 7 de Novembro de 1745, em Leicester House, Londres, fruto do casamento entre o príncipe Frederico de Gales, filho do rei Jorge II do Reino Unido, e da duquesa Carolina de Ansbach, e da sua esposa, a princesa de Gales. Foi baptizado em Leicester House vinte-e-três dias depois.

## Ducado real
A 22 de outubro de 1766, pouco antes do seu vigésimo-primeiro aniversário, o príncipe recebeu os títulos de duque de Cumberland e de Strathearn e conde de Dublin.

## Alegações
A 4 de março de 1767, o duque de Cumberland ter-se-à casado em segredo com Olive Wilmot, mais tarde Mrs. Payne, uma plebeia. Terá nascido uma criança, chamada Olivia Wilmot (1772-1834), apesar da paternidade do duque nunca ter sido provada, tendo sido Olivia Wilmot acusada de forjar provas. Pintora paisagista e romancista, Olivia casou-se com John Thomas Serres, e, mais tarde, de forma controversa, passou a autodenominar-se de princesa Olivia de Cumberland.[carece de fontes?]
Em 1769, o duque de Cumberland foi processado pelo conde Grosvenor por "conversa criminal" (adultério), depois de Henrique e Lady Grosvenor terem sido apanhados em flagrante delito. Lord Grosvenor recebeu compensações por danos no valor de £10,000, o que, juntamente com os custos do julgamento, lhe renderam cerca de £13,000 (cerca de £1,430,000 em valores actuais).

## Marinha real
Em 1768, com vinte-e-dois anos, uma idade bastante tardia para a época, o duque entrou para a Marinha Real como aspirante de marinha e foi enviado para a Córsega no HMS Venus. Contudo, regressou a casa em Setembro, quando o navio foi chamado de volta devido à invasão francesa à Republica da Córsega. Henrique foi promovido a contra-almirante no ano seguinte e chegou a vice-almirante em 1770.

## Casamento

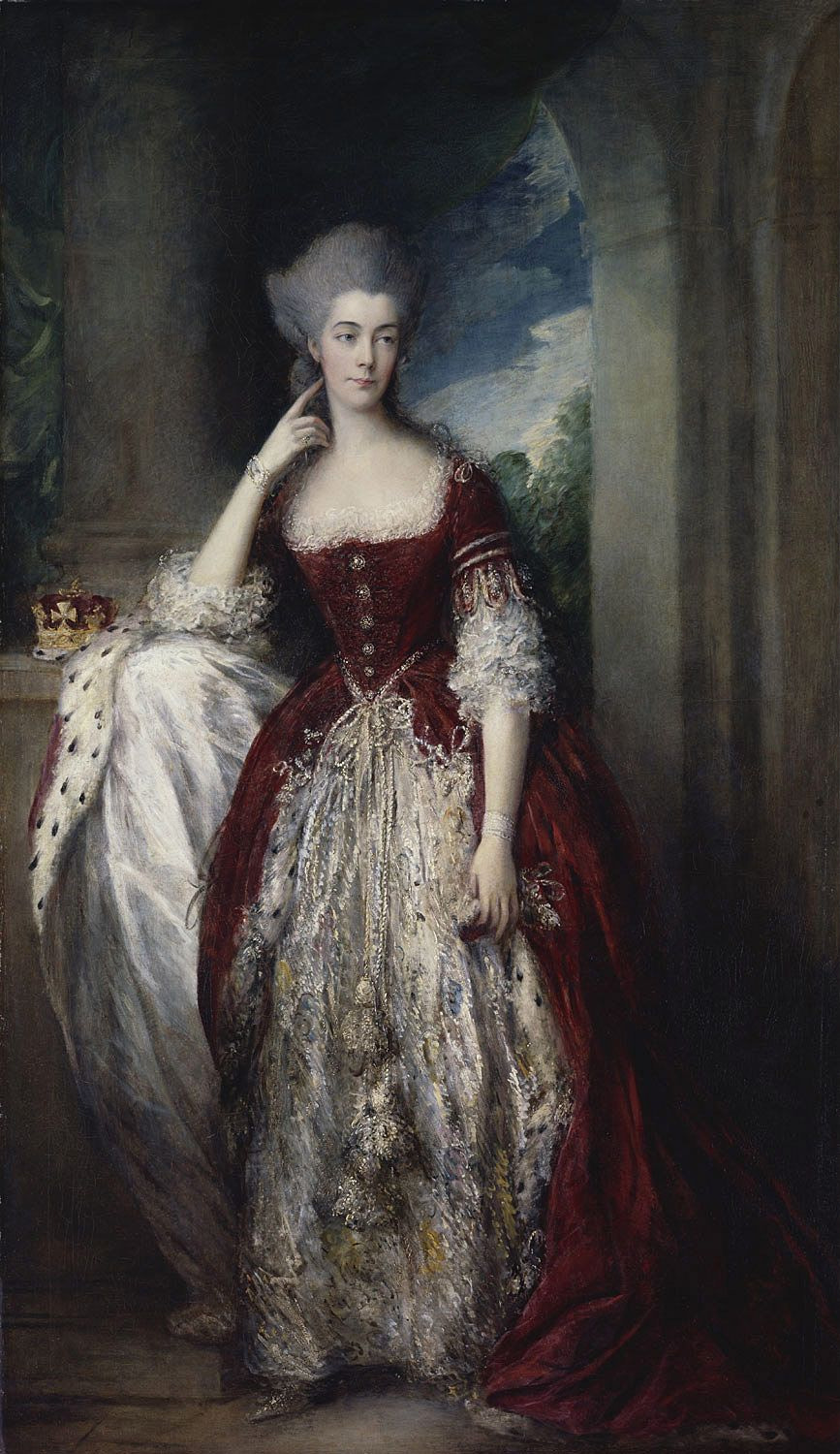
Ana, Duquesa de Cumberland, por Thomas Gainsborough, na Royal Collection

O casamento do duque com uma plebeia, a viúva Anne Horton (ou Houghton), a 2 de outubro de 1771, levou a uma zanga com o rei, e foi o motivo mobilizador para a criação do Decreto de Casamentos Reais de 1772, que proíbe qualquer descendente do rei Jorge II de se casar sem a permissão do monarca. Não nasceram filhos deste casamento. Apesar de Anne descender de uma família nobre, já que era filha de Simon Luttrell, 1.º Conde de Carhampton, e viúva de Christopher Horton de Catton Hall, parece ter sido demasiado familiar com as pessoas que a recebiam, dado que foi comentado que "a Mrs. Houghton do duque de Grafton, a Mrs. Houghton do duque de Dorset, é a Mrs. Houghton de toda a gente."
O casamento entre Anne Horton e o duque de Cumberland foi descrito como a "conquista de Brighthelmstone (actual Brighton), por parte de Mrs. Horton que, segundo Horace Walpole, "tinha vindo a divertir-se com a sua paixão por vários meses até que o prendeu mais seriamente do que aquilo que ele esperava." Apesar de tudo, Anne era considerada uma das grandes beldades da sua época e o pintor Thomas Gainsborough representou-a várias vezes nos seus quadros.

## Últimos anos
Em 1775, o duque criou a Frota de Cumberland, que se tornaria no actual Royal Thames Yacht Club. Foi promovido a almirante em 1778, apesar de estar proibido de assumir qualquer comando. O duque também foi essencial no desenvolvimento da cidade de Brighton que tinha visitado pela primeira vez em 1771. Em 1783, o príncipe de Gales visitou lá o tio.
O duque de Cumberland morreu em Londres no dia 18 de setembro de 1790. A sua viúva morreu em 1808.

## Genealogia
| Henrique Frederico, Duque de Cumberland e Strathearn | Pai: Frederico, Príncipe de Gales | Avô paterno: Jorge II da Grã-Bretanha             | Bisavô paterno: Jorge I da Grã-Bretanha                |
| Henrique Frederico, Duque de Cumberland e Strathearn | Pai: Frederico, Príncipe de Gales | Avô paterno: Jorge II da Grã-Bretanha             | Bisavó paterna: Sofia Doroteia de Brunsvique-Luneburgo |
| Henrique Frederico, Duque de Cumberland e Strathearn | Pai: Frederico, Príncipe de Gales | Avó paterna: Carolina de Ansbach                  | Bisavô paterno: João Frederico de Brandemburgo-Ansbach |
| Henrique Frederico, Duque de Cumberland e Strathearn | Pai: Frederico, Príncipe de Gales | Avó paterna: Carolina de Ansbach                  | Bisavó paterna: Leonor Edmunda de Saxe-Eisenach        |
| Henrique Frederico, Duque de Cumberland e Strathearn | Mãe: Augusta de Saxe-Gota         | Avô materno: Frederico II de Saxe-Gota-Altemburgo | Bisavô materno: Frederico I de Saxe-Gota-Altemburgo    |
| Henrique Frederico, Duque de Cumberland e Strathearn | Mãe: Augusta de Saxe-Gota         | Avô materno: Frederico II de Saxe-Gota-Altemburgo | Bisavó materna: Madalena Sibila de Saxe-Weissenfels    |
| Henrique Frederico, Duque de Cumberland e Strathearn | Mãe: Augusta de Saxe-Gota         | Avó materna: Madalena Augusta de Anhalt-Zerbst    | Bisavô materno: Carlos de Anhalt-Zerbst                |
| Henrique Frederico, Duque de Cumberland e Strathearn | Mãe: Augusta de Saxe-Gota         | Avó materna: Madalena Augusta de Anhalt-Zerbst    | Bisavó materna: Sofia de Saxe-Weissenfels              |